# Mega Man 9
Mega Man 9, известная в Японии как Rockman 9: Yabō no Fukkatsu!! (яп. ロックマン9 野望の復活!! Роккуман 9 Ябо: но Фуккацу!!) — видеоигра в жанре action/платформер, выпущенная в 2008 году на приставки Wii, PlayStation 3, Xbox 360, девятая часть серии Mega Man. Несмотря на выпуск игры на системах нового поколения она была выполнена в 8-битной стилистке первых шести классических игр для FamiСom/NES.

## Сюжет
Проходит год с момента событий последней части. После очередной победы Мегамена над д-ром Уайли д-р Лайт вновь создаёт восемь роботов-помощников для облегчения жизни человечеству. В мире царит спокойствие и добро. Но это спокойствие прерывает спецвыпуск новостей, в котором показывают перепрограммированных роботов д-ра Лайта, разрушающих город. После этого на экране появляется д-р Уайли и сообщает людям о том, что в этом виноват не он, а сам д-р Лайт. Он предоставляет фальшивую видеозапись с роботом-клоном д-ра Лайта, якобы жаждущего подчинить себе планету. После этого полиция забирает его в тюрьму, а д-р Уайли берет на себя роль миротворца и заставляет людей оказывать ему финансовую поддержку. Теперь Мегамену вновь предстоит победить злого гения и доказать полную невиновность своего создателя.

## Отзывы
| Сводный рейтинг | Сводный рейтинг | Сводный рейтинг | Сводный рейтинг |
| Издание         | Оценка          | Оценка          | Оценка          |
| Издание         | PS3             | Wii             | Xbox 360        |
| --------------- | --------------- | --------------- | --------------- |
| GameRankings    | 78,86 %         | 84,04 %         | 82,59 %         |